# Silver Bridge (Arizona)
Pour les articles homonymes, voir Silver Bridge.
Le Silver Bridge est un pont suspendu américain dans le comté de Coconino, en Arizona. Construite dans les années 1960, cette passerelle permet le franchissement du Colorado, à l'intérieur du Grand Canyon, par le sentier de randonnée dit Bright Angel Trail, un National Recreation Trail depuis 1981. Elle est protégée au sein du parc national du Grand Canyon.